# 凯恩斯-拉姆齐规则
凯恩斯 - 拉姆齐规则  (Keynes-Ramsey-Rule ，简称KRR)在动态宏观经济学中描述了追求跨期效用最大化下消费增长率的变化。该规则是新古典主义经济学中增长理论的一部分，描述了消费增长率{\displaystyle g}，利率{\displaystyle r}，时间偏好率{\displaystyle \rho }和跨期替代弹性{\displaystyle \sigma }之间的关系 。 
凯恩斯 - 拉姆齐规则是拉姆齐模型的一个公式化的推导，主要从社会规划者的角度，给出了最优储蓄的结果。其中相关推导过程应用了高数里的变换微积分等方法。

## 区分
一些学者同义地使用凯恩斯-拉姆齐规则和欧拉方程这两个术语 。
虽然欧拉方程用于变分计算，可求得动态优化问题中的最优性条件。但其具有广泛用途，不局限于经济学。
因此另一些仅将凯恩斯-拉姆齐规则描述为欧拉方程的特殊代表或经济解释。 
除此以外，还有欧拉消费方程 ，它描述了追求效用最大化时，家庭的最优跨期消费的理性分配。

## 一般定义
凯恩斯 - 拉姆齐规则如下： 
{\displaystyle g_{C}={\frac {\dot {c}}{c}}={\frac {1}{\sigma }}(r-\rho ).}
KRR的核心表述：

- 消费在增长({\displaystyle g_{C}>0})，如果利率({\displaystyle r})大于时间偏好率 （{\displaystyle \rho })  。
- 较小的意愿来跨期(在未来进行)替代消费（{\displaystyle \sigma }越大) 意味着对利率和时间偏好之间的差异的反应较弱。

如果利率大于时间偏好率 {\displaystyle r>\rho }，则增长率 {\displaystyle g_{C}}为正。在这种情况下，家庭会选择储蓄(即放弃消费)，因为用于储蓄(即放弃消费的部分)的利息补偿了放弃当期消费的效用损失。
时间偏好率 {\displaystyle \rho } 旨在描述家庭未来向的消费倾向而不是今天的消费，这里通常假设时间偏好率为正 ({\displaystyle \rho >0})。
弹性参数 {\displaystyle \sigma } 描述了效用函数的曲率，效用函数越弯曲（凹陷），家庭越喜欢消费随时间的平均分配。 如果该值非常高，则较低的增长率将是最佳的。
理论上{\displaystyle \sigma } 是正数，但Robert E. Hall的实证研究得出过一些负的弹性值。这些参数{\displaystyle \sigma }来自一个特殊的效用函数,其跨期替代弹性由倒数
{\displaystyle {\frac {1}{\sigma }}} 来替代。

## 公式表述
KRR是动态优化的结果。根据目标函数的形式（效用函数，例如:CIES-效用函数）和限制条件函数（例如家庭的预算函数)而各有不同。 

### 连续无限时间范围
假定无限制时间长度的条件下，关于如何最大化如下的效用函数： 
{\displaystyle \max \int _{0}^{\infty }{\frac {C^{1-\sigma }-1}{1-\sigma }}e^{-\rho t}dt.}
这里 {\displaystyle C} 表示消费，{\displaystyle \sigma } 表示恒定的弹性以及 {\displaystyle \rho >0} 表示一个大于零的时间偏好率。
之外还必须考虑预算和生产技术的限制:
{\displaystyle Y(t)=I(t)+C(t),\quad y^{*}=T^{\frac {1}{1-\alpha }}\left({\frac {s}{\delta +n}}\right){}^{\frac {\alpha }{1-\alpha }}}
此外，资本积累方程：
{\displaystyle {\dot {K}}(t)=I(t)-\delta K(t)}
这里 {\displaystyle \delta } 代表资本折旧率（不必带入实际值）。最优化的结果如下所示（按人均量计算）：
{\displaystyle {\frac {\dot {c}}{c}}={\frac {1}{\sigma }}\left[\alpha {\frac {y}{k}}-\rho -\delta \right].}
这里 {\displaystyle \alpha {\frac {y}{k}}} 相当于假定生产函数的资本边际产出。要使此增长率 {\displaystyle g_{c}} 为正，资本边际产出 {\displaystyle \alpha {\frac {y}{k}}} 必须大于时间偏好率 {\displaystyle \rho } 和折旧率 {\displaystyle \delta } 之和。

### 有限时间范围
示例：每个家庭都需要根据其收入 {\displaystyle y_{t}} 和市场利率 {\displaystyle r} 制定某段时期 {\displaystyle t} 内的理性消费计划。该优化问题如下:
{\displaystyle \max \sum _{t=0}^{T}\beta ^{t}u(c_{t})} 在限制条件下: {\displaystyle a_{t}+y_{t}=c_{t}+{\frac {a_{t+1}}{1+r}}\quad \forall t=1,...,T}
结果如下：
{\displaystyle u'(c_{t})=\beta \cdot u'(c_{t+1})\cdot (1+r).}
这描述了最佳消费选择随时间的基本特征（必要条件）。当前 {\displaystyle t} 边际效用 {\displaystyle u'(c_{t})} 等于下一期 {\displaystyle t+1} 边际效用的贴现值 {\displaystyle u'(c_{t+1})}，并结合期望的储蓄边际收益 {\displaystyle (1+r)}。
这种形式的KRR有时在经济学中被称为欧拉方程。

## 历史和构思
1928年拉姆齐在他的文章<<储蓄的数学理论>>(<<A mathematical theory of saving>>)中首次阐释该规则。这是一个国家应该储蓄多少的问题： 
The rate of saving multiplied by the marginal utility of money should always be equal to the amount by which the total net rate of enjoyment of utlity falls short of the maximum possible rate of enjoyment.——Frank Ramsey, 1928.
凯恩斯-拉姆齐规则以英国数学家弗兰克·普兰普顿拉姆齐和英国经济学家约翰·梅纳德·凯恩斯的名字命名。拉姆齐于1928年在他的文章中创建了规则的基础，但凯恩斯指出了他对结果的现有解释，之后规则以两者共同命名 。
 [Ramsey's 1928 article] is, I think, one of the most remarkable contributions to mathematical economics ever made, both in respect of the intrinsic importance and difficulty of its subject, the power and elegance of the technical methods employed, and the clear purity of illumination with which the writer's mind is felt by the reader to play about it subject. The article is terribly difficult reading for an economist, but it is not difficult to appreciate how scientific and aesthetic qualities are combined in it together.——John Maynard Keynes, "F.P. Ramsey", Economic Journal, 1930

## 文献
原创文献
- Ramsey, Frank Plumpton. "A mathematical theory of saving." The economic journal (1928): 543–559.

二次文献
- Stanley Fischer, Olivier Blanchard: Lectures on Macroeconomics. MIT Press (1. Januar 1989). ISBN 978-0262022835. S. 41ff.